# 송신영
송신영(宋臣永, 1977년 3월 1일 ~ )은 전 KBO 리그 한화 이글스의 투수이자, 현 KBO 리그 SSG 랜더스의 수석코치이다.

## 선수 시절

### 아마추어 시절
중앙중, 중앙고 시절에 홍성흔과 배터리를 이뤘다.

### 현대 유니콘스시절
고려대 체육교육학과를 졸업하고 1999년에 2차 11순위 지명(전체 88순위)을 받았지만 고려대학교 체육교육학과 시절 심한 부상을 당해 계약금을 받지 못한 채로 입단해 2년간 재활했다. 1군에는 2001년부터 올라와 꾸준히 등판했으며 선발 승도 2001년에 처음으로 기록했다. 발목 부상을 당해 25경기에만 나온 2003년을 제외하면 매년 40경기 이상을 소화했으며 몇 회의 선발 등판을 제외하고 주로 셋업맨으로 등판했다. 최고 구속이 146km/h까지 나왔다. 구종은 직구, 커브, 슬라이더, 체인지업을 구사했으나 체인지업은 잘 던지지 않았다. 팀의 마지막 마무리로 등판했던 2007년에는 55경기에 등판해 3승 3패, 4홀드, 14세이브, 67피안타, 5피홈런, 32사사구, 56탈삼진, 3점대 평균자책점을 기록했고, 시즌 후 진야곱, 최형우와 함께 야구 월드컵 대회에 출전했다.

### 넥센 히어로즈시절
현대 유니콘스가 해체되고 센테니얼 인베스트먼트의 주도로 팀이 창단되며 그의 소속 팀도 인계됐다. 주로 셋업맨으로 활동해 좋은 성적을 기록했다. 2011년 세이브, 홀드 부문 순위에 이름을 올리는 등 초반에 활약했고, 그 해 처음으로 2점대 평균자책점을 기록했다. 트레이드를 통해 시즌 중 LG 트윈스로 이적했다.

### LG 트윈스시절
2011년 7월 31일에 트레이드로 이적해 마무리 투수로 등판했다. 이적 후 2007년보다 더 많은 세이브, 더 낮은 평균자책점을 기록했지만 이적 초기에 블론 세이브를 많이 기록했다. 시즌 후 FA를 선언했지만 팀과 이견이 커 결별했다. 이후 한화 이글스로 이적했다.

### 한화 이글스시절
2011년 11월 20일 투수 박정진을 뒷받침할 셋업맨이 필요했던 팀 사정상 3년간 FA 계약금 4억원, 연봉 3억원, 총액 13억원에 계약을 맺고 이적했다. 이 때 LG 트윈스는 보상 선수로 나성용을 받았다. 그 해 그는 24경기에 등판해 1승 3패를 기록하고 2군까지 오가는 등 부진해 시즌 후 보호 선수 명단에서 제외됐다.

### NC 다이노스시절
2012년 11월 15일에 전력 보강 선수로 지명돼 이적했다. 이적 후 2013년 초기에 팀의 필승조로 활동했다. 7경기에 등판해 1승, 1홀드, 1점대 평균자책점으로 활약했다.

### 넥센 히어로즈복귀
2013년 4월 18일 당시 NC 소속이었던 그와 신재영, 넥센 히어로즈 소속이었던 박정준, 지석훈, 이창섭과 2:3 트레이드를 통해 1년 9개월 만에 친정 팀으로 복귀했다.
복귀 후 선발과 중간 계투를 가리지 않고 팀에 필요한 보직을 수행했다.

### 한화 이글스복귀
2015년 11월 27일 2차 드래프트를 통해 다시 이적했다.
2016년 6월 11일 이적 후 LG 트윈스전에 선발 등판했다. 당시 깜짝 선발로 나온 그는 4.1이닝 1실점을 기록했다.
2016년 6월 26일 롯데 자이언츠와의 경기에서 KBO 리그 통산 8번째 700경기 출장을 달성했다.
2017년 6월에 방출됐고, 얼마 후 은퇴를 선언했다.

## 야구선수 은퇴 후
2018년부터 2023년까지 넥센 히어로즈의 잔류군 투수/재활코치로 활동했다.
2023 시즌을 마감한 후 이숭용의 부름을 받아 강병식과 함께 SSG 랜더스로 자리를 옮겼다.
2024년에는 수석코치로 시즌을 시작했으나 중간에 잠시 1군 투수코치로 보직을 바꿨고, 2024 시즌을 마감한 후 SSG 랜더스가 경헌호를 투수코치로 영입하면서 수석코치로 돌아갔다.

## 별명
- 이름이 여성스러워 '신영언니'라는 별명으로 불린다.[5]

## 등장곡
- Side-B - '봄바예'[6]

## 에피소드
- 2012년 5월 20일 SK전에서 최정에게 빈볼을 던져 퇴장과 함께 5경기 출장 정지 및 벌금형을 받았다.[7] 그 때 그는 글러브를 내동댕이쳤고, 벤치 클리어링까지 벌어졌다. 그는 2006년과 2009년에도 빈볼 시비로 인해 KBO에서 중징계를 받았다.

## 출신 학교
- 서울양목초등학교(전학) → 서울재동초등학교
- 서울 중앙중학교
- 중앙고등학교
- 고려대학교 체육교육학과 95학번

## 통산 기록
| 연도            | 소속            | 평균자책점 | 경기 | 완투 | 완봉 | 승리 | 패전 | 세이브 | 홀드 | 승률  | 이닝   | 피안타 | 피홈런 | 볼넷 | 사구 | 삼진 | 실점 | 자책점 |
| --------------- | --------------- | ---------- | ---- | ---- | ---- | ---- | ---- | ------ | ---- | ----- | ------ | ------ | ------ | ---- | ---- | ---- | ---- | ------ |
| 2001            | 현대            | 4.21       | 47   | 0    | 0    | 4    | 2    | 3      | 2    | 0.667 | 115.1  | 113    | 9      | 48   | 3    | 80   | 59   | 54     |
| 2002            | 현대            | 4.39       | 42   | 0    | 0    | 6    | 2    | 0      | 4    | 0.750 | 104.2  | 109    | 14     | 32   | 5    | 67   | 52   | 51     |
| 2003            | 현대            | 4.63       | 25   | 0    | 0    | 5    | 4    | 0      | 0    | 0.556 | 68     | 76     | 8      | 26   | 4    | 39   | 37   | 35     |
| 2004            | 현대            | 3.53       | 59   | 0    | 0    | 8    | 0    | 1      | 6    | 1.000 | 81.2   | 85     | 9      | 28   | 4    | 64   | 37   | 32     |
| 2005            | 현대            | 3.74       | 40   | 0    | 0    | 1    | 4    | 0      | 5    | 0.200 | 74.2   | 71     | 2      | 34   | 6    | 53   | 32   | 31     |
| 2006            | 현대            | 4.53       | 43   | 1    | 1    | 6    | 5    | 0      | 1    | 0.545 | 95.1   | 95     | 8      | 31   | 12   | 60   | 52   | 48     |
| 2007            | 현대            | 3.01       | 55   | 0    | 0    | 3    | 3    | 14     | 4    | 0.500 | 77.2   | 67     | 5      | 27   | 5    | 56   | 29   | 26     |
| 2008            | 우리            | 5.23       | 53   | 0    | 0    | 2    | 8    | 4      | 9    | 0.200 | 72.1   | 82     | 6      | 34   | 8    | 63   | 47   | 42     |
| 2009            | 히어로즈        | 5.23       | 58   | 0    | 0    | 3    | 3    | 4      | 6    | 0.500 | 75.2   | 84     | 13     | 30   | 11   | 68   | 50   | 44     |
| 2010            | 넥센            | 4.21       | 65   | 0    | 0    | 5    | 5    | 1      | 14   | 0.500 | 77     | 75     | 5      | 40   | 3    | 63   | 38   | 36     |
| 2011            | LG              | 2.24       | 62   | 0    | 0    | 3    | 3    | 19     | 7    | 0.500 | 72.1   | 67     | 4      | 20   | 5    | 57   | 19   | 18     |
| 2012            | 한화            | 4.94       | 24   | 0    | 0    | 1    | 3    | 0      | 2    | 0.250 | 23.2   | 37     | 3      | 8    | 4    | 17   | 16   | 13     |
| 2013            | 넥센            | 3.21       | 61   | 0    | 0    | 4    | 3    | 1      | 15   | 0.571 | 61.2   | 52     | 1      | 33   | 8    | 43   | 22   | 22     |
| 2014            | 넥센            | 6.59       | 41   | 0    | 0    | 2    | 1    | 0      | 2    | 0.667 | 42.1   | 57     | 7      | 16   | 4    | 28   | 33   | 31     |
| 2015            | 넥센            | 5.35       | 18   | 0    | 0    | 7    | 4    | 0      | 0    | 0.636 | 69     | 77     | 12     | 22   | 2    | 46   | 42   | 41     |
| 2016            | 한화            | 5.02       | 11   | 0    | 0    | 0    | 1    | 0      | 0    | 0.000 | 14.1   | 24     | 1      | 2    | 1    | 7    | 8    | 8      |
| KBO 통산 : 16년 | KBO 통산 : 16년 | 4.25       | 704  | 1    | 1    | 60   | 51   | 47     | 77   | 0.541 | 1125.2 | 1171   | 107    | 431  | 85   | 811  | 573  | 532    |

## 참조
1. ↑  1995년도 각 대학 체육특기자 지원 현황 《연합뉴스》, 1995년 1월 7일
2. ↑  송신영 또 하나의 '흙 속 진주' - 한국일보
3. ↑  한화, FA 송신영 영입…3년간 총액 13억원 - 《OSEN》
4. ↑  넥센이 송신영을 다시 부른 이유는? - 스포츠조선
5. ↑  넥센 송신영 “왜 늘 근엄한 척? 저 무서운 사람 아닙니다” - 동아일보
6. ↑  그가 애정하는 곡이다. LG 트윈스로 이적할 때도 LG 트윈스 응원단에 꼭 이 노래를 본인 등장 음악으로 틀어줄 것을 요청했다. LG 트윈스 응원단은 이를 받아들여 LG 트윈스에서 활동할 때도 그가 나올 때마다 이 노래가 나왔다.
7. ↑  KBO, 빈볼 송신영 5경기 출전 정지 - 동아일보